# Мастерс, Оксана
Оксана Мастерс (англ. Oksana Masters; род. 19 июня 1989, Хмельницкий), имя при рождении Оксана Александровна Бондарчук — американская спортсменка, занимающаяся академической греблей, лыжным спортом, биатлоном и велоспортом. Бронзовый призёр Летних паралимпийских игр 2012 года в парной гребле, серебряный и бронзовый призёр зимних Паралимпийских игр 2014 года в лыжных гонках, серебряный и бронзовый призёр зимних Паралимпийских игр 2018 года в биатлоне и лыжных гонках, победительница Летних паралимпийских игр 2020 года в двух шоссейных велогонках (с общим и раздельным стартом).

## Биография
Оксана появилась на свет с врождёнными пороками развития, вызванными радиацией. Среди них коленная гемимелия (приводящая к разной длине ног), пять сросшихся пальцев на руках (большие пальцы отсутствовали) и шесть пальцев на ступнях. Она была брошена родителями и до семи лет воспитывалась в детском доме, где её регулярно насиловали. Когда ей исполнилось 7 лет, её удочерила 43-летняя одинокая американка Гей Мастерс, дипломированный врач-логопед, для которой она стала единственным ребёнком; процесс удочерения занял около двух лет, на протяжении которых американке пришлось преодолевать разнообразные бюрократические препятствия. Вскоре одну ногу девочки пришлось ампутировать ниже колена, а в возрасте 13 лет Оксана потеряла и вторую ногу (ампутация выше колена). Незадолго до этого семья переехала из Баффало в Луисвилл, и на новом месте Оксана начала заниматься греблей. Несмотря на вторую ампутацию, её занятия спортом продолжались, и в 2010 году она выиграла турнир CRASH-B Sprints в Бостоне, известные в США соревнования по гребле на снарядах-симуляторах, в категории для безногих спортсменок, установив мировой рекорд. В 2011 году на американских отборочных соревнованиях к Чемпионату мира по гребле для спортсменов с физическими недостатками Мастерс в паре с гребцом Аугусто Пересом заняла второе место. После этого она сменила партнёра и начала выступать в паре с Робом Джонсом, бывшим сапёром, который годом ранее потерял обе ноги в Афганистане. Вместе с Джонсом Мастерс завоевала бронзовые медали Паралимпийских игр 2012 года и Кубка мира по гребле 2013 года.
На Паралимпийских играх 2014 года в Сочи Оксана Мастерс завоевала «серебро» в лыжной гонке на 12 километров и «бронзу» в гонке на 5 км, а также стала 4-й в биатлонной гонке на 6 километров и лыжном спринте на 1 км.
На Паралимпийских играх 2018 года в Пхёнчхане Мастерс завоевала «серебро» в биатлонной гонке на 6 километров и «бронзу» в лыжной гонке на 12 километров.
На Паралимпийских играх 2020 года в Токио Мастерс выиграла обе шоссейные гонки — с общим и раздельным стартом — на велосипеде с ручным управлением, причём гонка с общим стартом, принесшая ей золотую медаль, стала для неё первой выигранной в карьере.
Оксана Мастерс неоднократно оказывалась в фокусе внимания прессы. В 2012 году американский спортивный журнал ESPN The Magazine включил её обнажённые фотографии в ежегодный специальный выпуск, посвящённый обнажённым изображениям спортсменов.